# Saint-Nicolas-de-Bliquetuit
Pour les articles homonymes, voir Saint-Nicolas.
Pour l’article homonyme, voir Notre-Dame-de-Bliquetuit.
Saint-Nicolas-de-Bliquetuit est une ancienne commune française, située dans le département de la Seine-Maritime en Normandie.
La commune fusionne avec La Mailleraye-sur-Seine le 1er janvier 2016 pour former la commune nouvelle d'Arelaune-en-Seine et prend à cette date le statut de commune déléguée.

## Géographie

### Localisation
Elle fait partie du parc naturel régional des Boucles de la Seine normande.

## Toponymie
voir Notre-Dame-de-Bliquetuit.

## Histoire
Les cinq communes constituant la presqu’île de Brotonne avaient engagé de longue date une réflexion sur leur éventuelle fusion, réflexion accélérée par une réforme à la baisse des dotations de l’État aux communes, qui serait suspendue pour les communes qui décideraient de s'unir avant le 31 décembre 2015.
Dans ce cadre, la commune nouvelle d'Arelaune-en-Seine, issue du regroupement des deux seules communes de La Mailleraye-sur-Seine et Saint-Nicolas-de-Bliquetuit, qui deviennent à cette occasion des communes déléguées, est créée au 1er janvier 2016 par un arrêté préfectoral du 16 décembre 2015,,,.

## Politique et administration
| Période                                  | Période  | Identité          | Étiquette | Qualité |
| ---------------------------------------- | -------- | ----------------- | --------- | --- |
| Les données manquantes sont à compléter. |          |                   |           | |
| 1971                                     | 2001     | Marcel Chambet    |           | |
| 2001                                     | 2008     | Béatrice Duchemin |           | |
| 2008                                     | 2014     | Daniel Faucon     |           | |
| 2014                                     | En cours | Yves Delaune      |           | Enseignant Vice-président de la communauté de communes Caux-Vallée de Seine (2014 → ) Devient maire délégué de Saint-Nicolas-de-Bliquetuit le 1er janvier 2016 |

## Démographie
L'évolution du nombre d'habitants est connue à travers les recensements de la population effectués dans la commune depuis 1793. À partir du 1er janvier 2009, les populations légales des communes sont publiées annuellement dans le cadre d'un recensement qui repose désormais sur une collecte d'information annuelle, concernant successivement tous les territoires communaux au cours d'une période de cinq ans. 
Pour les communes de moins de 10 000 habitants, une enquête de recensement portant sur toute la population est réalisée tous les cinq ans, les populations légales des années intermédiaires étant quant à elles estimées par interpolation ou extrapolation. Pour la commune, le premier recensement exhaustif entrant dans le cadre du nouveau dispositif a été réalisé en 2006,.
En 2013, la commune comptait 577 habitants, en évolution de +4,91 % par rapport à 2008 (Seine-Maritime : +0,48 %, France hors Mayotte : +2,49 %).
| 1793 | 1800 | 1806 | 1821 | 1831 | 1836 | 1841 | 1846 | 1851 |
| ---- | ---- | ---- | ---- | ---- | ---- | ---- | ---- | ---- |
| 307  | 523  | 446  | 455  | 449  | 427  | 428  | 435  | 445  |

| 1856 | 1861 | 1866 | 1872 | 1876 | 1881 | 1886 | 1891 | 1896 |
| ---- | ---- | ---- | ---- | ---- | ---- | ---- | ---- | ---- |
| 414  | 416  | 404  | 349  | 347  | 329  | 330  | 325  | 278  |

| 1901 | 1906 | 1911 | 1921 | 1926 | 1931 | 1936 | 1946 | 1954 |
| ---- | ---- | ---- | ---- | ---- | ---- | ---- | ---- | ---- |
| 256  | 283  | 258  | 225  | 245  | 248  | 247  | 263  | 303  |

| 1962 | 1968 | 1975 | 1982 | 1990 | 1999 | 2006 | 2011 | 2013 |
| ---- | ---- | ---- | ---- | ---- | ---- | ---- | ---- | ---- |
| 281  | 276  | 371  | 476  | 533  | 492  | 522  | 570  | 577  |

## Lieux et monuments
- Église Saint-Nicolas.